# Edith Bednarik
Edith Bednarik, geb. Schirmer (* 1935 in Wiener Neustadt; † 10. September 2017 ebenda) war eine österreichische Höhlen- und Erdstallforscherin.

## Leben
Schirmer besuchte eine Klosterschule und einen Abiturientenkurs der Handelskammer Wien. Ihre erste Leidenschaft in der Natur war das Bergsteigen. Nach Besuch eines Kurses bei Bergsteiger Karl Lukan trat sie mit 22 Jahren dem Österreichischen Alpenverein bei. Das Bergsteigen gab sie nach einigen Jahren jedoch wieder auf und trat dem Landesverein für Höhlenkunde in Wien und NÖ bei.
Hier war sie besonders ab 1968 aktiv im Feld tätig. So schloss sie sich der Salzburger Forschergruppe an, die am Göll tätig war. Mit dieser Gruppe erforschte sie 1973 zwei Wochen lang die „tagfernsten Teile“ der Tantalhöhle. 1975 erkundete sie die Mondhöhle bei Golling als einzige Frau in einer Forschergruppe mit polnischen Männern, die kein deutsch konnten (nur einer englisch). 1979 stieg sie als erste Frau im Lamprechtsofen bis über tausend Meter in den als Polnische Kaskaden bezeichneten Teil hoch.
Bednarik nahm zu dieser Zeit an fast allen großen Höhlenexpeditionen in Österreich teil. 1976 etwa an der Großexpedition am Karstplateau des Hagengebirges. Hier wurde das Canyon-Schachtsystem „Schlinger Ditti“ nach ihr benannt. Bednarik gilt als eine der  bedeutendsten österreichischen Höhlenforscherinnen des 20. Jahrhunderts. Von der Boulevardpresse wurde sie mitunter durch Bezeichnungen als „Königin der Finsternis“ oder „Frau, die keine Angst kennt“ heroisiert.
Für das Werk „Die Höhlen Niederösterreichs“ leistete Bednarik bedeutende Vorarbeiten. Sie vermaß und erforschte die kleinen Höhlen in den Wiener Hausbergen, zeichnete Pläne und steuerte Beschreibungen und Bilder bei.
Von ihr in Höhlen entdecktes Knochenmaterial überstellte sie dem Naturhistorischen Museum, wo sie ab 1979 daher als „Korrespondentin“ geführt wurde.
Sie gilt als eines der „Urgesteine“ der Österreichischen Höhlenrettung. Ab war sie 1980 Leiterin der Fachsektion Höhlenrettung im Verband Österreichischer Höhlenforscher.
In späteren Jahren widmete sich Bednarik in ihrer Forschung ausschließlich den Erdställen, da diese einfacher zu „befahren“ sind. In Niederösterreich befasste sie sich mit über 250 Erdställen, darunter die Erdställe des Kapellenberg (Althöflein) und im Gaweinstal. Sie lehnte die Theorie, Erdställe seien als Verstecke erbaut worden, ab.
Hauptberuflich war Bednarik zuletzt Direktorin der Landesberufsschule Theresienfeld. Als Gemeinderätin von Wiener Neustadt für die ÖVP setzte sie kulturelle und soziale Aktivitäten in ihrer Heimatstadt.

## Auszeichnungen
- Goldene Medaille des Ehrenzeichens für Verdienste um das Bundesland Niederösterreich[2]
- 2009: Ehrenzeichen der Stadt Wiener Neustadt[6]
- 2012: Liese-Prokop-Frauenpreis Anerkennungspreis für Wissenschaft[7]

## Schriften (Auswahl)
- Wildsteigschacht. Vereinsmitt., Landesverein f. Höhlenk. Salzburg (4), 1972: 3 S.
- Neuland Tantalhöhle. ÖAV-Mitteilungen (3–4), 1974: S. 44–45.
- Lamprechtsofen – Von Waterloo bis Feierabend. Vereinsmitt., Landesverein f. Höhlenk. Salzburg, (1), 1974: S. 11–13 (mit L. Wiener)
- Das Höhlengebiet an der Kalten Mürz um Steinalpl bei Frein. Höhlenkundl. Mitt. Wien, 35(1), 1979: S. 4–11.
- Höhlen auf der Hohen Wand (mehrere Teile). Höhlenkundl. Mitt. Wien, 35(3, 4, 5), 1979: 55–57, 72–79, 84–88, 103–107, 124–128.
- Abenteuer Lamprechtsofen. Forschungsfahrten in der „Höchsten Höhle der Welt“. AV-Jahrbuch Berg (München), 1986: 23.
- Die Schwedenhöhlen im Rohrwald bei Stockerau (Niederösterreich). Der Erdstall 17, 1991, 15–36.
- Erdställe in Gösing, Niederösterreich. Der Erdstall 18, 1992, 83–95.
- Olbersdorf, Niederösterreich. Der Erdstall 21, 1995, 44–52.
- Fünfzig Jahre Verband österreichischer Höhlenforscher. Leistungen und Standortbestimmung. – Die Höhle, 50(1), 1999: 3–45. (mit Max Herbert Fink, Heinz Ilming, Walter Klappacher, Karl Mais, Rudolf Pavuza, Günter Stummer, Hubert Trimmel)
- Röschitz, Niederösterreich. Der Erdstall 25, Roding 1999, 26–58.
- Erdstalltypen in Niederösterreich. Der Erdstall 27, Roding 2001, 5–16.
- Erdstallforschung in Niederösterreich. Der Erdstall 29, Roding 2003, 33–42.
- Merkmale niederösterreichischer Erdställe. Der Erdstall 31, Roding 2005, 79–87.
- Erdställe und ähnliche Objekte in Niederösterreich südlich der Donau. Der Erdstall 33, Roding 2007, 65–91.